# Trémel
Trémel (bret. Tremael) – miejscowość i gmina we Francji, w regionie Bretania, w departamencie Côtes-d’Armor.
Według danych na rok 1990 gminę zamieszkiwały 403 osoby, a gęstość zaludnienia wynosiła 34 osoby/km² (wśród 1269 gmin Bretanii Trémel plasuje się na 883. miejscu pod względem liczby ludności, natomiast pod względem powierzchni na miejscu 771.).